# Bishōjo
 (janvier 2015).
- Si vous ne connaissez pas le sujet, laissez ce bandeau (vous pouvez alors contacter les auteurs).
- Si vous supprimez le contenu mis en cause (vous pouvez préalablement contacter les auteurs),

argumentez précisément cette suppression dans la page de discussion
(un manque de référence n'est pas un argument ; une recherche réelle de référence doit avoir été effectuée, être formellement documentée).
 (janvier 2015).
Si vous disposez d'ouvrages ou d'articles de référence ou si vous connaissez des sites web de qualité traitant du thème abordé ici, merci de compléter l'article en donnant les références utiles à sa vérifiabilité et en les liant à la section « Notes et références ».

Bishōjo

Le terme bishōjo (美少女) est un mot japonais qui signifie « belle jeune fille ». Il est fréquent[réf. nécessaire] dans le vocabulaire des mangas et de l’anime, ainsi que des jeux de genre ren'ai.

## Anime
Ce style de personnage est courant dans tous les genres d’anime, des mecha au shōjo. Il est essentiel[réf. nécessaire] au genre harem anime.
Une série d’anime dite bishōjo diffère des anime de genre shōjo de par les spectateurs ciblés, bien que tous deux comportent généralement plusieurs personnages de style bishōjo. Un anime shōjo cible les jeunes filles, alors qu'un anime bishōjo cible un public masculin, tout en gardant pour sujet des jeunes filles. Le terme « série bishōjo » est péjoratif[réf. nécessaire] lorsque le principal attrait de la série est l'apparence adorable de ses personnages bishōjo.